# Annette Kolb
Annette Kolb, Anna Mathilde Kolb (ur. 3 lutego 1870 w Monachium, zm. 3 grudnia 1967 tamże) – pisarka i eseistka niemiecko-francuskiego pochodzenia. Autorka poczytnych powieści obyczajowych, znana jednak przede wszystkim ze swoich fascynacji muzycznych i kulturalnych, których wynikiem są biografie wielkich kompozytorów: Wolfganga Amadeusa Mozarta, Franza Schuberta i Richarda Wagnera. Pacyfistka, była na liście autorów zakazanych w III Rzeszy. W latach 1933–1961 przebywała we Francji i Nowym Jorku. Laureatka licznych nagród w tym Nagrody Goethego (1955). W 1966 otrzymała Pour le Mérite za Naukę i Sztukę.
Została pochowana na Cmentarzu Bogenhausen w Monachium.